# بيورن يوهانسون
بيورن يوهانسون (بالسويدية: Björn Olof Johansson)‏ هو دراج سويدي، ولد في 10 سبتمبر 1963 في Vänersborg ‏ في السويد.

## وصلات خارجية
- بيورن يوهانسون على موقع أرشيف الدراجات (الإنجليزية)
- بيورن يوهانسون على موقع إحصائيات الدراجات الإحترافية (الإنجليزية)
- بيورن يوهانسون على موقع CycleBase (الإنجليزية)
- بيورن يوهانسون على موقع أوليمبيديا (الإنجليزية)
- بيورن يوهانسون على موقع اللجنة الأولمبية السويدية (السويدية)